# Rob Palmer (ishockeyspelare född 1952)
Robert "Rob" Palmer, född 2 oktober 1952 i Detroit, Michigan, är en amerikansk före detta professionell ishockeyspelare (center).
Han har bl.a. spelat för Chicago Blackhawks, Dallas Black Hawks och IFK Luleå i sin karriär.

## Fotnoter
1. ↑  Hockey-Reference.com, Sports Reference, Hockey-Reference.com spelar-ID: p/palmero01, läst: 9 maj 2022.[källa från Wikidata]